# August Hirsch

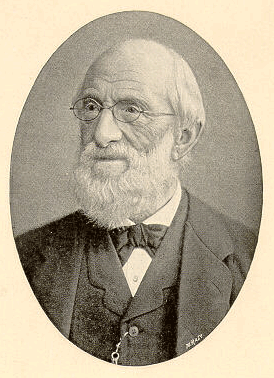
August Hirsch (1817-1894)

August Hirsch (Danzig, 4 de outubro de 1817 — Berlim, 28 de janeiro de 1894) foi um médico e historiador da medicina alemão.

## Biografia
Praticou medicina em Danzig depois de estudar em nas universidades de Berlim e Leipzig.  Em reconhecimento às suas pesquisas sobre a febre causada pela malária e pela sua obra, Handbuch der historisch-geographischen Pathologie, ele se tornou professor em Berlim. Em 1873, se tornou membro da comissão alemã para estudo da cólera, estudou as condições de Posen e da Prússia Oriental e em 1874 publicou um relatório. Estudou ainda a peste em Astrakhan em 1879 e 1880 e publicou a monografia Mittheilungen über die Pest-Epidemie im Winter 1878–1879 im russischen Gouvernement Astrachan.

## Obras
- Die grossen Volkskrankheiten des Mittelalters, (1865) uma revisão dos escritos coletados por Justus Friedrich Karl Hecker (1795-1850)
- Jahresbericht über die Fortschritte und Leistungen der Medizin, com Rudolf Virchow, 1866 et seq.
- Die Meningitis Cerebro-spinalis Epidemica, 1866
- Geschichte der Augenheilkunde, 1877
- Mittheilungen über die Pest-Epidemie im Winter 1878–1879 im russischen Gouvernement Astrachan Heymann, Berlim 1880. Com M. Sommerbrodt.
- Handbuch der historisch-geographischen Pathologie, 3 Vols., 1881-1886
- Biographisches Lexikon der hervorragenden Ärzte aller Zeit, editor, 6 Vols., 1884-1888
- Geschichte der medizinischen Wissenschaften in Deutschland, 1893